# I minatori della Maremma
I minatori della Maremma è un saggio scritto a quattro mani da Luciano Bianciardi e Carlo Cassola nel 1956.
Il saggio è ricordato soprattutto per la dettagliata descrizione dell'esplosione del pozzo di Ribolla, dove persero la vita 43 minatori, avvenimento che sconvolse fortemente il Bianciardi stesso che nello stesso anno decise di lasciare Grosseto per Milano.
In appendice sono state inserite numerose biografie dei minatori intervistati e conosciuti dagli autori.

## Storia editoriale
Bianciardi e Cassola, colleghi a Grosseto al liceo Carducci-Ricasoli, iniziarono una collaborazione per L'Avanti! che li portò a girare per le campagne grossetane per un'inchiesta sulle condizioni dei minatori che lavoravano sulle Colline Metallifere e nell'area di Grosseto. Gli articoli furono pubblicati singolarmente tra il 1952 e il 1954 ed una prima stesura fu pubblicata da Nuovi Argomenti. Successivamente, con delle aggiunte effettuate da Cassola dopo la partenza di Bianciardi per Milano, uscì in volume nel 1956, presso l'editore Laterza di Bari, con copertina a tema minerario realizzata del pittore grossetano Bruno Dominici. Per realizzare alcune interviste con i minatori, gli autori si avvalsero della collaborazione del regista maremmano Umberto Lenzi.

## Struttura del volume
Il saggio è diviso in due parti: la prima parte di carattere storico-sociologico-statistico e la seconda di carattere biografico che comprende diciassette biografie di persone che lavorano o hanno lavorato in miniera.
Gli undici capitoli della prima parte tracciano il percorso storico e sociale dell'epoca, dalla colonizzazione della Maremma alla comparsa delle prime società minerarie, dalla «Fenice» alla «Montecatini», che danno inizio allo sfruttamento dei giacimenti di pirite che si trovano a Gavorrano, a Niccioleta, a Boccheggiano, a quelli di lignite di Baccinello e Ribolla e a quelli di cinabro del Monte Amiata.
L'indagine si sposta poi sulle condizioni dei lavoratori, sulle malattie professionali, sugli infortuni e sugli aumentati ritmi di lavoro, registrando lo svolgersi e il ripercuotersi della rivoluzione industriale sul mestiere.
Vivo è l'interesse per l'aspetto umano che comporta la storia delle lotte sindacali e politiche dalla fine del secolo scorso, agli attacchi delle squadre fasciste e al crollo del movimento operaio fino al rinascere dell'antifascismo vissuto e pagato dai minatori a prezzo di carcere e di sangue come nella strage di Niccioleta del 13-14 giugno 1944 con settantasette fucilazioni.
La storia delle miniere della Maremma termina praticamente con una obbiettiva registrazione della sciagura di Ribolla del 4 maggio 1954 che provocò quarantatré vittime e che «non fu dovuta a una "tragica fatalità", ma alla consapevole inadempienza di precise norme di polizia mineraria».
Il saggio termina con le biografie di diciassette minatori, ognuna corredata da precisi dati anagrafici, essenziali notizie dell'ambiente e della vita con riferimenti precisi alla precarietà del lavoro, ai salari da fame, alle malattie professionali come la silicosi e agli orientamenti politici.

## La critica
Scrive il critico Renato Bertacchini (1979): «Funzionale e avvincente la struttura de I minatori della Maremma. Entrato nel pieno dell'argomento, coinvolto e persuaso dalla ricostruzione obiettivamente razionale del problema, il lettore viene messo a contatto con la serie finale e biografica delle diciassette brevi storie di uomini-minatori, nel resoconto delle quali trova confermata, in termini di severa e muta eloquenza, la stessa indagine storica».

## Edizioni
- Luciano Bianciardi, Carlo Cassola, I minatori della Maremma, Libri del tempo, Laterza, 1956.
- Luciano Bianciardi, Carlo Cassola, I minatori della Maremma, presentazione di Enzo Jannacci, Hestia, 1995.
- Luciano Bianciardi, Carlo Cassola, I minatori della Maremma, ExCogita, 2004.
- Luciano Bianciardi, Carlo Cassola, I minatori della Maremma, postfazione di Antonello Ricci, Minimum fax, 2019.